# Chung Ju-yung
Chung Ju-yung (* 25. November 1915 in Tongchon-gun, Kangwŏn-do, Chōsen; † 21. März 2001 in Seoul, Südkorea) war der Gründer der Hyundai-Gruppe, einst Südkoreas größtes multinationales Konglomerat (Jaebeol).

## Leben
Chung wurde in der Provinz Kangwŏn-do im heutigen Nordkorea geboren und engagierte sich bis zu seinem Tod für eine bessere Beziehung zwischen Nord- und Südkorea, um die Koreanische Wiedervereinigung zu erreichen.
Er gründete Hyundai und brachte den modernen Schiffsbau nach Südkorea. Zunächst überzeugte er griechische Schiffsbesitzer, neue Schiffe bei ihm in Auftrag zu geben. Mit diesen Bestellungen überzeugte er Londoner Banker, ihm Kapital für den Bau von Werften zu geben. Heute ist Hyundai einer der größten Schiffbauer der Welt.
Sein jüngerer Bruder, Chung In-yeong, war ebenfalls Unternehmer und Gründer der Halla Group.
Nach seinem Tod wurden etliche Bestandteile der Hyundai-Gruppe in eigenständige Gesellschaften aufgeteilt, unter anderem die Hyundai Motor Group, die Hyundai Heavy Industries und die Hyundai Engineering and Construction.